# 张纪华
张纪华（1962年—），男，汉族，云南宣威人，中华人民共和国政治人物，中国共产党党员，第十二届全国人民代表大会云南地区代表。毕业于云南省委党校函授国民经济管理专业。

## 生平
1992年至1998年歷任中共鲁甸县委副书记、县人民政府代理县长、县长；1998年11月至2001年7月任中共盐津县委书记。
2001年7月至2006年6月任中共昭阳区委书记，2001年8月任中共昭通市委常委，2006年7月至2008年4月任中共昭通市委常委、市委秘书长，市直屬機關工作委員會書記，2008年4月至2010年12月任昭通市委常委、市人民政府常务副市长。2010年12月至2013年3月任昭通市人大常委会主任。2013年当选为第十二届全国人大代表。2013年3月30日，昭通市第三届人民代表大会第三次会议選舉张纪华為昭通市人民政府市长。
2015年10月至2018年10月任云南省环境保护厅厅长、党组书记。2018年10月，雲南環保廳改制為生态环境厅後任厅长、党组书记。2020年11月25日，云南省第十三届人大常委会第二十一次会议任命张纪华为省人大环境与资源保护委员会副主任委员（正厅级）。